# Del Río (apellido)
Del Río es un apellido español de origen asturiano. La casa Del Río floreció en Luarca desde el 1200 d. C. y se extendió por toda la península española y América durante la época imperial.

## Historia

Escudo del linaje asentado en Luarca.

Escudo del linaje navarro

Escudo arzobispal del peruano Javier del Río Alba.

Cuatro linajes probaron su nobleza en las órdenes militares de Santiago y Calatrava (1690, 1696 y 1700), Carlos III (1785, 1790, 1794, 1830 y 1831) y San Juan de Jerusalén (1530 y 1549). También en la Real Chancillería de Valladolid, en la Real Audiencia de Oviedo (1753, 1759, 1767, 1792, 1815 y 1831) y en la Real Compañía de Guardias Marinas (1773 y 1777).

1.- Linaje de Castilfrío de la Sierra (Soria) y Los de Borja (Zaragoza): Escudo entero en campo general de plata, un árbol de sinople. A su diestra, una flor de lis de oro, y debajo de ella, unas ondas de azur, inclinadas. A su siniestra, dos lebreles de sable, cargados de lanzas, acabada la una en una cruz con una bandera y la otra en rueda aleteada. 
2.- Linaje de Aguilar: Escudo entero en campo general de plata, un cabrio de gules. 
3.- Linaje de La Coruña: Escudo entero en campo general de azur, una faja ondeada de plata. 
4.- Linaje de Teror, Canarias: Escudo mantelado: 1º de azur con una torre de plata. 2º de sinople con un cisne de plata. Mantel con ondas de azur y plata. 
4.1.- Una rama se estableció en Panamá en 1700
4.1.1.- Una rama panameña pasó al Perú a inicios de las guerras de independencia sudamericanas, con el coronel bolivariano José del Río Bahamonde, establecido en Huaraz, en 1820.
5.- Linaje de Sorihuela. Escudo partido: 1º, en campo de plata, tres fajas ondadas de azur; 2º, en campo de gules, tres flores de lis de oro, bien ordenadas.
6.-Linaje Navarro. Escudo en campo general de plata con dos lunas crecientes en gules, trae de jefe 4 palos de sable y 4 palos de oro alternados.